# Jorge Eduardo Serna
Jorge Eduardo Serna Nieto (Bogotá, Colombia; 11 de mayo de 1964) más conocido como el "Chamo Serna" es un entrenador colombiano que actualmente dirige la Selección de fútbol sub-15 de Colombia.

## Formación académica
Académicamente se formó en la Universidad Pedagógica de Bogotá, además tiene posgrados en la Universidad del Tolima y otra en el Centro de Alto Rendimiento de Barcelona, España.

## Trayectoria

### Inicios
Como entrenador 'Chamo' Serna se dio a conocer a comienzos de la década de 1990' en las Divisiones menores de Independiente Santa Fe, luego pasaría a dirigir a la Selección de fútbol de Bogotá en distintas categorías. Con un proceso destacado pasó nuevamente a un club profesional encargado durante varios años de todos los juveniles del Academia Fútbol Club, allí en el equipo 'mandarina' de Bogotá tomo por primera vez al equipo profesional durante la segunda parte de la temporada Primera B 2008 tras la salida de Eduardo Oliveros, luego en la temporada 2009 quedaria en posición 14º en la reclasificación del año donde no pudo clasificar en ninguno de los dos torneos. El 3 de marzo de 2010 a través de un comunidado en las redes sociales del club se notifica de su no continuidad.

### Selección Colombia Sub-15
Para finales de 2009 y ya con más de 20 años de experiencia con juveniles la Federación Colombiana de Fútbol, le ofrece la Selección de fútbol sub-15 de Colombia de cara a comenzar un proceso a la selección mayor para Brasil 2014 y Rusia 2018 a la cual él acepta ocupando el cargo hasta finales de 2015.
En esta primera etapa dirigió 17 partidos con un saldo favorable de dos subtítulos en el Campeonato Sudamericano de Uruguay, Bolivia y Colombia.
Además, se consagró campeón en 3 oportunidades del Mundialito Tahuichi “Paz y Unidad” en 2011, 2013 y 2015.

### Millonarios
Tras 6 años decide tomar un nuevos rumbos, llega en enero de 2016 por petición del entrenador argentino Ricardo Lunari llega a trabajar con las Divisiones menores de Millonarios donde llevaba un proceso con Neys Nieto, Álvaro Anzola, 'Muelas' León, 'Rolo' Flórez y Cerveleón Cuesta. Tras la salida de Rubén Israel y Flavio Robatto, Enrique Camacho lo oficializa como entrenador encargado. Dirigiendo al equipo profesional durante 3 partidos, con un saldo favorable se especuló con su continuidad pero días después se concretó la llegada del argentino Diego Cocca y regresó a su trabajo con las inferiores del cuadro embajador.

### Selección Colombia Sub-15
En marzo de 2017 Chamo Serna regresa a dirigir la Selección de fútbol sub-15 de Colombia, comienza dirigiendo en el Campeonato Sudamericano disputado en la Argentina, dos años más tarde vuelve a dirigir el Campeonato Sudamericano disputado en Paraguay. Para 2021 iba a dirigir de forma consecutiva su tercer Campeonato Sudamericano pero la a la raíz a la pandemia del Covid-19 la Conmebol decido cancelar todas las competiciones juveniles.

### Selección Colombia Sub-17
En febrero de 2022 fue designado como entrenador de la Selección de fútbol sub-17 de Colombia de cara a los Juegos Bolivarianos de 2022 y al Campeonato Sudamericano de Fútbol Sub-17 de 2023. Bajo su mando la Sub-17 no pudo retener la medalla de oro que la selección de Colombia había conseguido en las 2 ediciones anteriores, además de no ganar por primera vez, desde 1961, la medalla dorada siendo anfitriones del certamen.
El 2 de agosto de 2022 se confirma que deja la selección Sub-17 para retomar el cargo de seleccionador nacional en la categoría Sub-15.

### Selección Colombia Sub-15
El 2 de agosto de 2022 se confirma que la FCF lo nombra nuevamente como seleccionador de la categoría Sub-15 intercambiando su cargo con Juan Carlos Ramírez, quién pasó a ser el nuevo seleccionador de la cartegoría Sub-17.

## Clubes

### Como formador
| País     | Equipo                                   | Año         |
| -------- | ---------------------------------------- | ----------- |
| Colombia | Divisiones menores de Santa Fe           | 1989 - 1996 |
| Colombia | Divisiones menores de La Equidad         | 1996 - 1997 |
| Colombia | Escuela de Fútbol de Alejandro Brand     | 1998        |
| Colombia | Selección de fútbol de Bogotá            | 1999 - 2000 |
| Colombia | Divisiones menores de Academia Compensar | 2001 - 2008 |
| Colombia | Divisiones menores de Millonarios        | 2016 - 2017 |

### Como entrenador

#### Clubes
| Academia Compensar · Colombia | 2ª                  | F-2008              | 24 | 12 | 5  | 7  | 3  | 0 | 2 | 1 | - | - | - | - | 27 | 12 | 7  | 8  | 53.08% | 34 | 26  | +8 |
| Academia Compensar · Colombia | 2ª                  | 2009                | 36 | 13 | 10 | 13 | 10 | 2 | 4 | 4 | - | - | - | - | 46 | 15 | 14 | 17 | 42.75% | 57 | 65  | -8 |
| Academia Compensar · Colombia | 2ª                  | A-2010              | 4  | 1  | 0  | 3  | 1  | 0 | 0 | 1 | - | - | - | - | 5  | 1  | 0  | 4  | 6.67%  | 2  | 9   | -7 |
| Academia Compensar · Colombia | Total               | Total               | 64 | 26 | 15 | 23 | 14 | 2 | 6 | 6 | 0 | 0 | 0 | 0 | 78 | 28 | 21 | 29 | 44.87% | 93 | 100 | -7 |
| Millonarios · Colombia        | 1ª                  | F-2016 (E)          | 3  | 2  | 0  | 1  | -  | - | - | - | - | - | - | - | 3  | 2  | 0  | 1  | 77.78% | 4  | 3   | +1 |
| Millonarios · Colombia        | Total               | Total               | 3  | 2  | 0  | 1  | 0  | 0 | 0 | 0 | 0 | 0 | 0 | 0 | 3  | 2  | 0  | 1  | 77.78% | 4  | 3   | +1 |
| Total en su carrera           | Total en su carrera | Total en su carrera | 67 | 28 | 15 | 24 | 14 | 2 | 2 | 6 | 0 | 0 | 0 | 0 | 81 | 30 | 21 | 30 | 45.68% | 97 | 103 | -6 |
| 1. 2.                         |                     |                     |    |    |    |    |    |   |   |   |   |   |   |   |    |    |    |    |        |    |     |    |

#### Selecciones
| Selección            | Periodo                 | Periodo                | Totales | Totales | Totales | Totales | Totales     |
| Selección            | De                      | A                      | PJ      | PG      | PE      | PP      | Rendimiento |
| -------------------- | ----------------------- | ---------------------- | ------- | ------- | ------- | ------- | ----------- |
| Colombia Sub-15      | 13 de diciembre de 2011 | 6 de diciembre de 2015 | 22      | 17      | 1       | 4       | 78.79%      |
| Colombia Sub-15      | 8 de marzo de 2017      | 16 de febrero de 2022  | 12      | 5       | 2       | 5       | 47.23%      |
| Colombia Sub-15      | 2 de agosto de 2022     | presente               | 0       | 0       | 0       | 0       |             |
| Colombia Sub-17      | 16 de febrero de 2022   | 2 de agosto de 2022    | 3       | 1       | 0       | 2       | 33.33%      |
| Total en Selecciones | Total en Selecciones    | Total en Selecciones   | 37      | 23      | 3       | 11      | 64.86%      |

## Palmarés

### Torneos internacionales
| Título                       | Equipo          | Sede                    | Año  |
| ---------------------------- | --------------- | ----------------------- | ---- |
| Mundialito Tahuichi Aguilera | Colombia Sub-15 | Santa Cruz de la Sierra | 2011 |
| Mundialito Tahuichi Aguilera | Colombia Sub-15 | Santa Cruz de la Sierra | 2013 |
| Mundialito Tahuichi Aguilera | Colombia Sub-15 | Santa Cruz de la Sierra | 2015 |
| en Juegos Bolivarianos       | Colombia Sub-17 | Valledupar              | 2022 |